# Schismatoglottis jelandii
Schismatoglottis jelandii är en kallaväxtart som beskrevs av Peter Charles Boyce och S.Y.Wong. Schismatoglottis jelandii ingår i släktet Schismatoglottis och familjen kallaväxter. Inga underarter finns listade.